# 福應神社

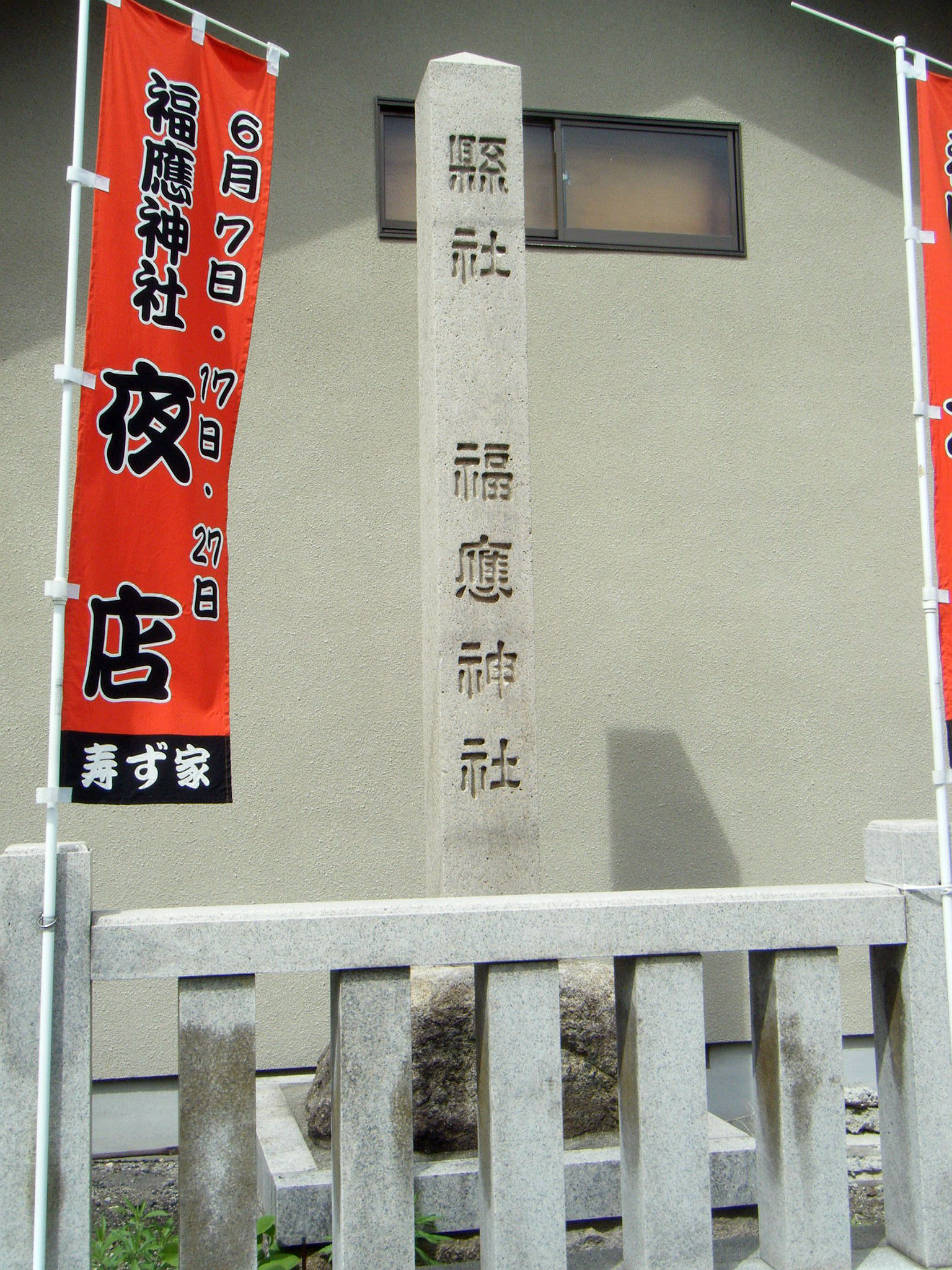
社号標

福應神社（ふくおうじんじゃ）は兵庫県西宮市今津大東町に鎮座する神社。西宮神社・越木岩神社と共に、西宮「三福神」と称され信仰を集めている。

## 歴史
創建年代は不詳。元武庫郡今里村字今津道にあり、大和三輪の古社から勧請したと伝えられる。
- 嘉祥元年（1106年） - 京都仁和寺覚行法親王の祈願所となる。
- 文禄年間（1592年 - 1596年） - 後陽成天皇より「福に応ずる宮」と社号を賜る。
- 延宝元年（1673年） - 別当真福寺が置かれ、明治維新まで社僧が奉仕する。
- 明治6年（1873年）8月 - 村社に列す。
- 明治14年（1881年）5月9日 - 県社に昇格す。
- 明治43年（1910年）10月 - 末社9社を合祀して3社とす。
- 昭和15年（1940年） - 紀元二千六百年祭を記念し社殿を造営。
- 昭和20年（1945年）8月 - 太平洋戦争により被災、稲荷神社のみ焼失を免れる。
- 昭和26年（1951年） - 社殿を復興。
- 昭和41年（1966年） - 名神高速西宮IC建設のため南方の現在地に遷座。
- 平成7年（1995年）1月17日 - 阪神・淡路大震災で損壊。
- 平成9年（1997年）12月 - 復興す。

## 祭神
- 八重事代主大神

## 祭事
- 1月1日：新年祭
- 2月11日：建国祭・初午祭
- 7月第2日曜日：夏祭（湯立神楽）
- 8月24日：福地蔵盆
- 10月13日：例祭
- 12月31日：大祓式・除夜祭
- 毎月1日：月次祭

## 境内

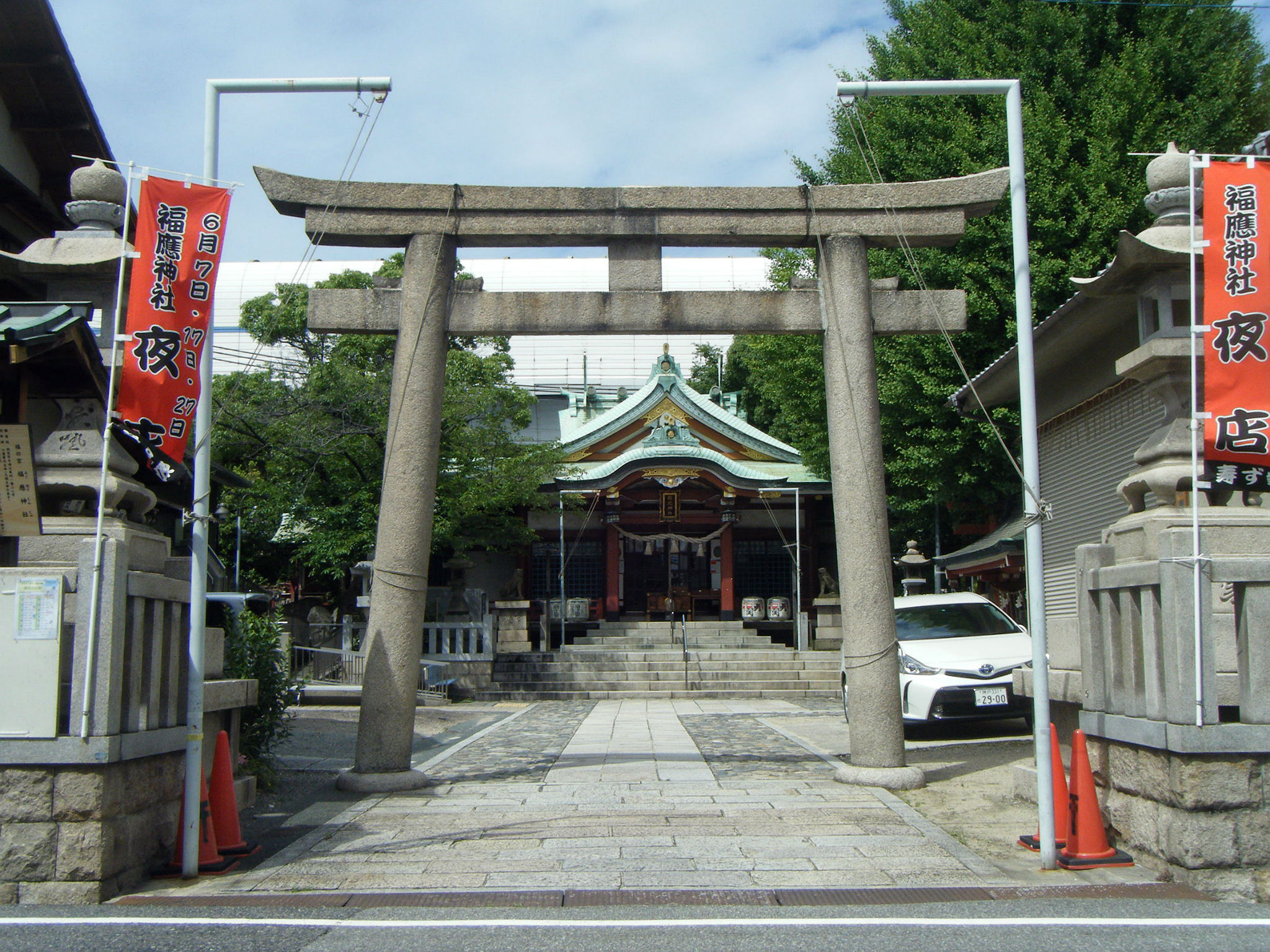
鳥居　明治36年（1903年）10月建立

- 社殿

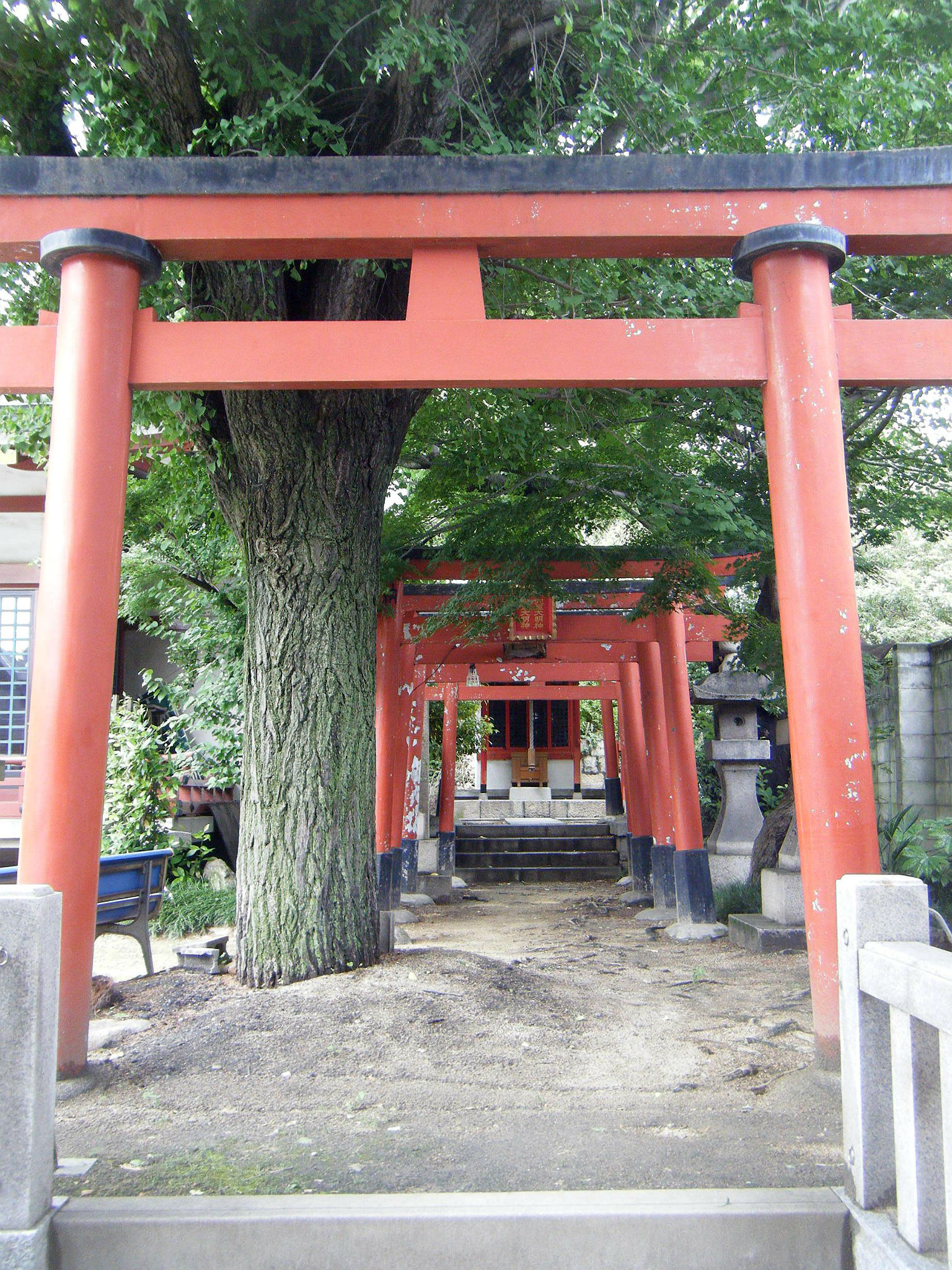
穴尾稲荷神社・白髭稲荷神社
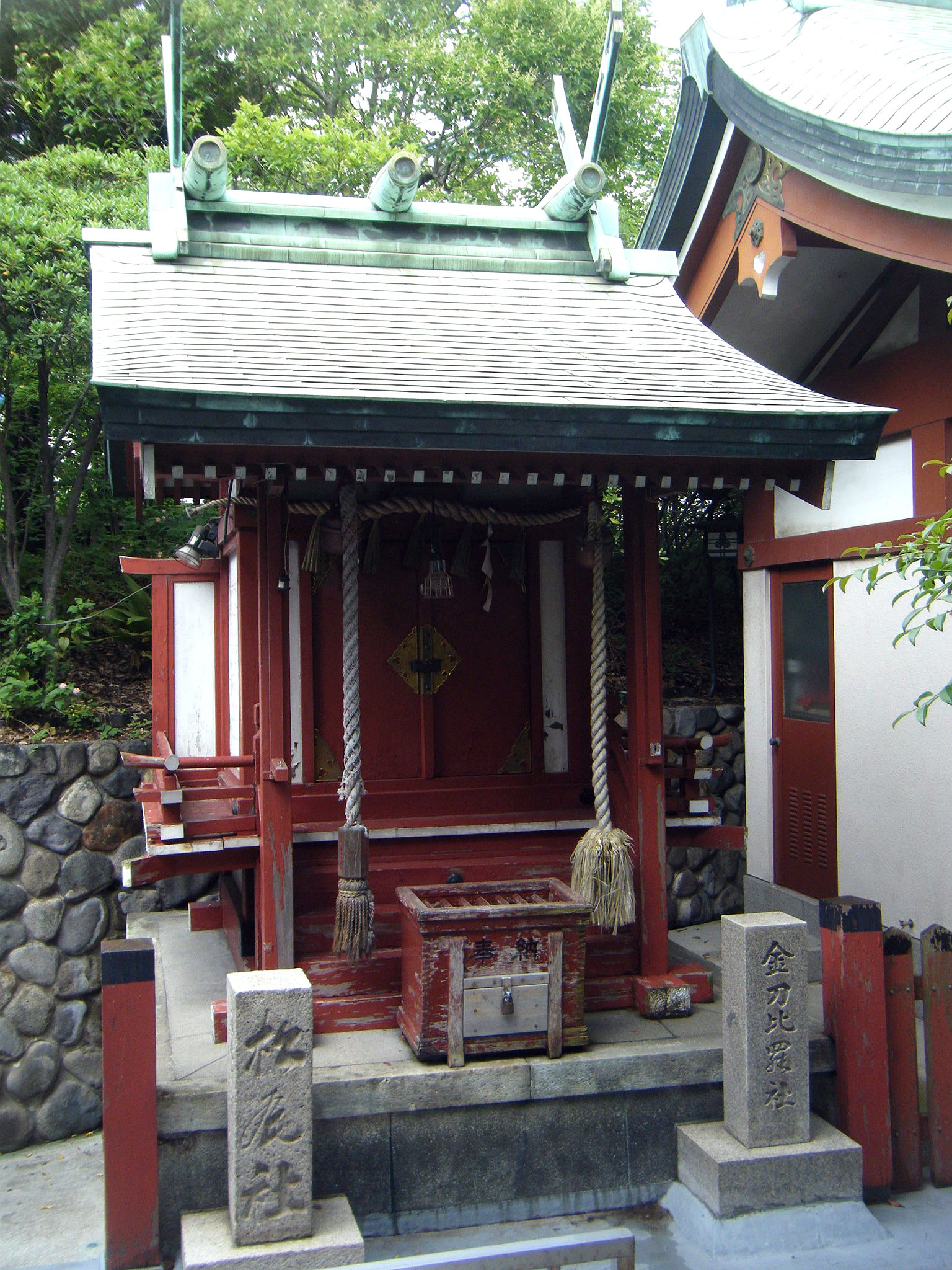
金刀比羅神社・松尾神社
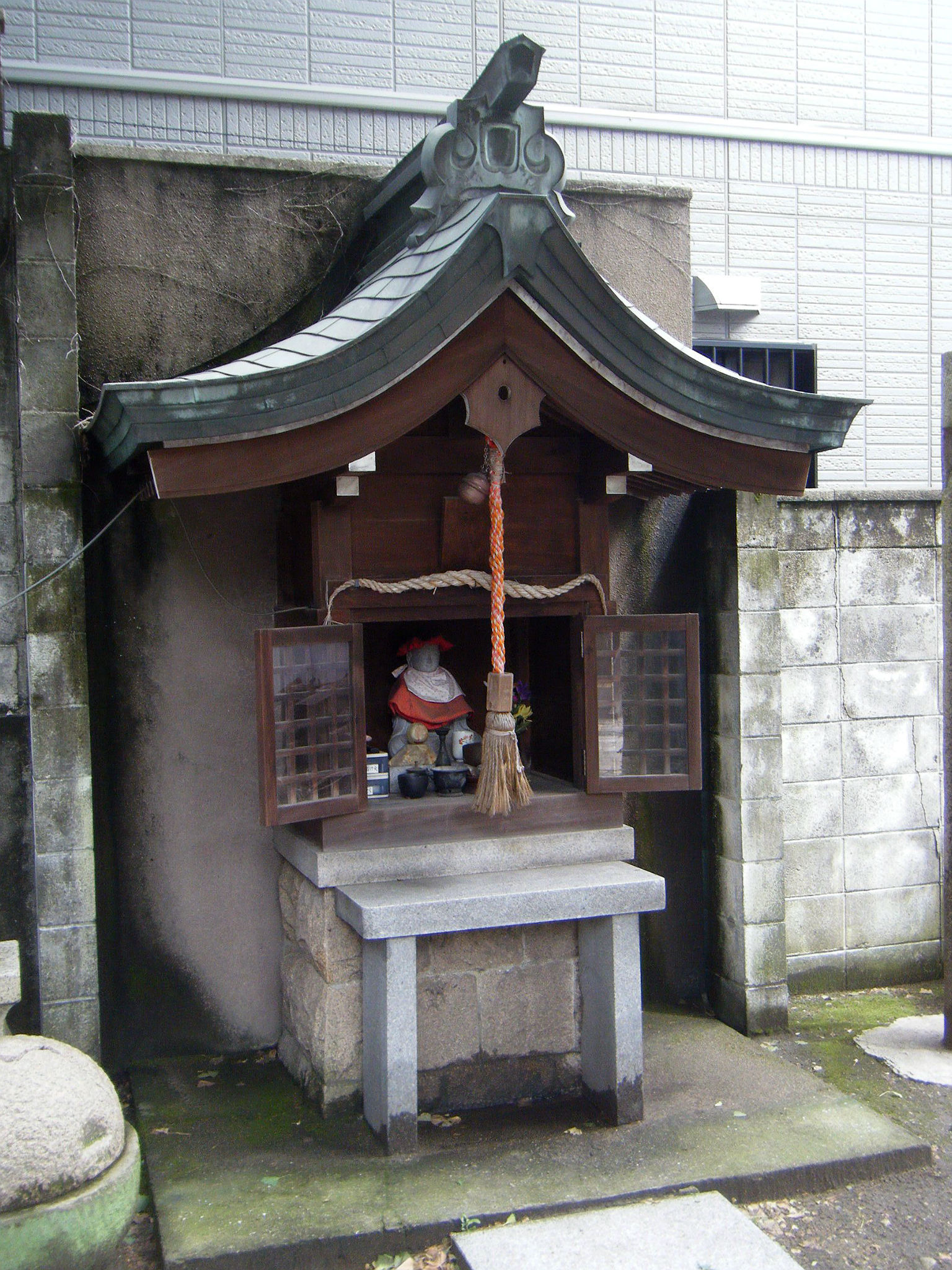
福地蔵尊

- 穴尾稲荷神社・白髭稲荷神社
- 金刀比羅神社・松尾神社
- 福地蔵尊

## 交通
- 阪神久寿川駅より、南西に徒歩約6分。

## 参考資料
- 武庫郡教育会　『武庫郡誌』　（1921）出版社: 中央印刷・出版部 (1973)全国書誌番号:73011515 ASIN: B000J9FLAQ
- 明治12年調べ「神社明細帳」（武藤誠・有坂隆道編　『西宮市史』第7巻収録）全国書誌番号:50007277ASIN: B000JBGHDY
- 武藤誠・有坂隆道編　『西宮市史』第5巻　（1963）全国書誌番号:67002394ASIN: B000JBGHEI